# Bacteriúria
La bacteriúria és la presència de bacteris en l'orina. La bacteriúria acompanyada de símptomes és una infecció del tracte urinari; mentre la que no, es coneix com a bacteriúria asimptomàtica. El diagnòstic es fa mitjançant anàlisi d'orina o cultiu d'orina. L'Escherichia coli és el bacteri trobat més comú. En general, les persones sense símptomes no s'han de fer proves de la malaltia. El diagnòstic diferencial inclou la contaminació.
Si hi ha símptomes, el tractament és generalment amb antibiòtics. La bacteriúria sense símptomes generalment no requereix tractament. Les excepcions poden incloure dones embarassades, aquelles que han tingut un trasplantament de ronyó recent, nens petits amb reflux vesicoureteral important i aquells sotmesos a cirurgia del tracte urinari.
La bacteriúria sense símptomes està present en aproximadament el 3% de les dones d'edat mitjana, d'altra banda, sanes. A les residències d'avis les taxes arriben al 50% entre les dones i al 40% als homes. En aquells amb un catèter urinari permanent a llarg termini, les taxes són gairebé del 100%. A causa d'això, gairebé un terç dels pacients hospitalitzats amb bacteriúria asimptomàtica són tractats innecessàriament. Fins a la meitat de totes les dones tenen almenys una infecció en algun moment de la seva vida. Hi ha un major risc de bacteriúria asimptomàtica o simptomàtica durant l'embaràs a causa dels canvis fisiològics que es produeixen en una dona embarassada que afavoreixen el creixement no desitjat de patògens al tracte urinari.